# Psilopogon malabaricus
Il barbuto del Malabar (Psilopogon malabaricus (Blyth, 1847)) è un uccello della famiglia dei Megalaimidi endemico dell'India sud-occidentale. Fino a poco tempo fa era considerato una sottospecie del barbuto capirosso (P. rubricapillus).

## Descrizione

### Dimensioni
Misura circa 16-17 cm di lunghezza per un peso di 38-42,5 g.

### Aspetto
Questo piccolo barbuto dal corpo tozzo e dal piumaggio verde ha zampe e piedi rossi. Il maschio presenta una zona rossa che ricopre la fronte, la faccia, le guance, la gola e il petto e una linea nera che attraversa la regione dell'iride. L'intera faccia è delimitata da una fascia esterna nera, dietro la quale è possibile scorgere un po' del blu che si ricollega al blu delle guance. Talvolta sono presenti delle strie sulle parti inferiori.
La femmina presenta il rosso del petto dai toni meno brillanti. Gli esemplari immaturi hanno un piumaggio più opaco degli adulti, con la gola di colore più chiaro.
Il barbuto del Malabar si differenzia dal barbuto capirosso per le dimensioni maggiori e per la totale assenza di aree di colore dorato su faccia e gola.

### Voce
Il canto è costituito da una serie di gruppi di 4-12 note. I gruppi di tok o di ta vengono emessi al ritmo di 2-4 al secondo, con una pausa di circa un secondo tra ciascun gruppo. Il canto dura 30 secondi o più e talvolta può protrarsi fino a 5 minuti. Prima dell'accoppiamento o durante gli incontri interattivi è possibile udire dei cheen-cheen. Quando si riposano insieme emettono dei kwank delicati. I giovani che sollecitano il cibo producono dei kuk in serie e picchiettano all'interno della cavità.

## Biologia

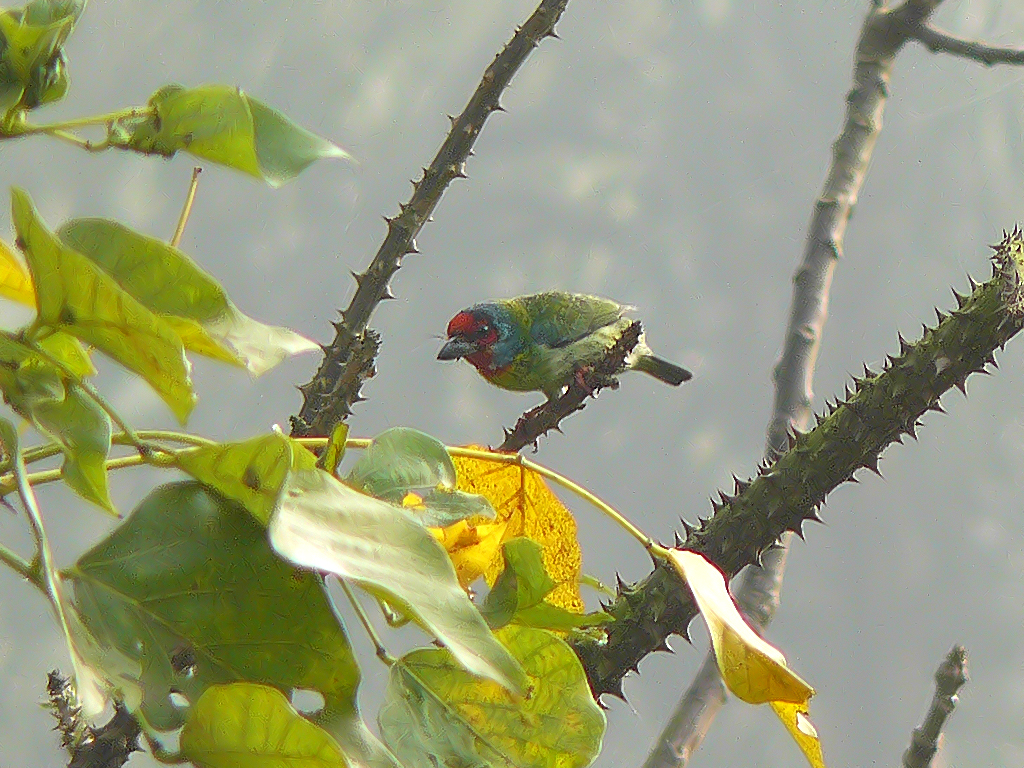
Esemplare su un albero di Erythrina.

I barbuti del Malabar hanno un volo diretto costituito da battiti d'ala regolari e rapidi. Questi uccelli scavano le cavità in cui riposano sul lato inferiore di un ramo secco e sottile. Le cavità deputate alla riproduzione vengono talvolta ingrandite e rese più profonde per servire da luogo di riposo. I barbuti del Malabar hanno problemi di convivenza con i barbuti piccoli verdi: infatti, li cacciano via senza mezzi termini se cercano di riposare a distanza troppo ravvicinata.

### Alimentazione
I barbuti del Malabar si nutrono di fichi, come quelli del baniano o del fico delle pagode (Ficus religiosa), e di altri frutti. Durante uno studio effettuato nel sud dell'India è risultato che questi uccelli preferivano fichi di piccole dimensioni (come quelli di Ficus tsjahela e Ficus retusa) rispetto a quelli ingeriti dal barbuto piccolo verde (P. viridis). Mangiavano anche bacche e piccoli insetti come bruchi, larve, formiche e termiti alate. I nidiacei venivano nutriti con degli insetti di un genere non identificato. Gli insetti costituivano circa il 20% della dieta.
I barbuti del Malabar si riuniscono sugli alberi da frutto in gruppi di almeno una trentina di individui. Quando consumano dei fichi, questi uccelli li beccano ripetutamente anziché ingoiare il frutto intero.

### Riproduzione
I barbuti del Malabar si riproducono da dicembre a maggio. Più della metà delle coppie ha due nidiate per stagione. Le offerte di cibo rituali sono molto frequenti. I due adulti impiegano circa 18 giorni per scavare il nido sul lato inferiore di un ramo sottile, tra 8 e 20 metri di altezza dal suolo. Esso si trova spesso ad un'altezza inferiore rispetto a quello dell'anno precedente. Le dimensioni del nido sono le seguenti: 3,85 cm per il diametro dell'ingresso, 17 cm di profondità per la galleria e 7,25 cm di larghezza per la camera di deposizione. Tuttavia il nido non si trova mai ad un'altezza superiore a 1-5 metri nel caso si trovi su alberi del pane, eritrine, poinciane e palme da cocco. I nidi sono abbastanza distanti tra loro: i più vicini distano non meno di 70 metri.
La covata comprende 2 o 3 uova, generalmente 2, deposte nel giro di 3-5 giorni. La femmina cova di notte, mentre di giorno covano entrambi i genitori. Il passaggio di consegna si svolge con grande scambio di richiami che risuonano come dei chin. Il periodo di incubazione dura 14 o 15 giorni. I due genitori nutrono i nidiacei con insetti e frutti rigurgitati durante i primi 4 giorni, poi con frutti interi ad una cadenza che può raggiungere i 13 rifornimenti all'ora appena prima dell'involo. A queste condizioni, ogni piccolo guadagna circa 1,5 grammi al giorno durante i primi 21 giorni. In seguito la crescita avviene ad un ritmo inferiore, in quanto i genitori riducono l'alimentazione per incoraggiare i giovani a prendere il volo. La durata del soggiorno nel nido è di 35-37 giorni. Dopo l'involo, i giovani ritornano al nido solo per 2-4 giorni, quindi diventano indipendenti e si disperdono. Il tasso di successo delle covate è del 50%. I barbuti del Malabar subiscono gli attacchi dei barbuti piccoli verdi e dei barbuti verdi orientali, che distruggono i nidi e gettano fuori i piccoli se il ramo è largo o se il loro nido si trova nelle vicinanze.

## Distribuzione e habitat
I barbuti del Malabar frequentano le foreste sempreverdi, i bordi delle foreste, le piantagioni, gli alberi da frutto e i frammenti residui di zone boschive. Visitano anche i terreni agricoli ove siano presenti alberi e i giardini. Si incontrano dal livello del mare fino ad altitudini che possono raggiungere i 1300 metri. Laddove il suo areale si sovrappone a quello del barbuto fabbro (P. haemacephalus), suo parente stretto, le due specie occupano tipi diversi di habitat, in quanto il barbuto del Malabar è maggiormente legato alle foreste.
La specie è endemica dell'India: il suo areale comprende l'intera costa del Malabar, da Goa fino alla punta meridionale della penisola.

## Conservazione
Secondo BirdLife International la specie non è da considerarsi minacciata. Essa è comune e relativamente adattabile. In Kerala si adatta persino agli habitat degradati dall'uomo ed è in grado di prosperare anche nelle piantagioni e nelle aree coltivate.